# Апшеронский магистральный канал
Апшеронский магистральный канал (азерб. Abşeron magistral kanalı) — оросительный канал в Азербайджане, расположенный на Апшеронском полуострове.

## Описание
Апшеронский канал берёт начало из конечной части Самур-Апшеронского канала и Джейранбатанского водохранилища, и тянется до Каспийского моря (окрестности посёлка Гюргян). Длина канала составляет 72 км. Посредством 20 насосных станций вода из канала поступает во внутрехозяйственную сеть Апшеронской оросительной системы. Данная сеть состоит из 1056 км напорных водопроводных труб и 37 км открытых рукавов.
Апшеронский канал обеспечивает поливной водой 16 тысяч га земли. Канал имеет важное значение для сельского хозяйства (овощеводства) в приогородах на Апшеронском полуострове и зелёных насаждений.

## История
Апшеронский канал был сдан в эксплуатацию в 1967 году.
В 2019 году из госбюджета были выделены средства на работы по реконструкции канала и повышению его пропускной способности.